# بزازنا (شيروان)
بزازنا (بالفارسية: بزازنا) هي مستوطنة تقع في إيران في قسم شیروان الريفي. يقدر عدد سكانها بـ 910 نسمة .